# Den Star Wars
Den Star Wars, anglicky Star Wars Day, je neformální svátek, který každoročně slaven 4. května na počest mediální franšízy Star Wars, kterou vytvořil George Lucas.
4. květen je použit jako slovní hříčka kalambúr z oblíbené fráze z prostředí Star Wars "provázej tě síla", či "ať tě provází síla", anglicky "May the force be with you". Fráze "May the 4th be with you" je tedy slovní hříčkou, která využívá podobné znělosti slov v angličtině, čímž vzniká "May 4th", tedy 4. květen.

## Historie
První obecné užití termínu "May the 4th be with you", bez souvislosti se Star Wars, proběhla 4. května 1979, den poté, co byla Margaret Thatcherová zvolena premiérkou Spojeného království . Její politická strana Conservative and Unionist Party (Konzervativní a unionistická strana) umístila do novin Evening News (Večerní zprávy) reklamu s pozdravem "May the Fourth Be with You, Maggie. Congratulations." česky, "Ať je čtvrtý s tebou, Maggie. Gratulujeme.".
První kdo použil slovní hříčku "May the 4th" v souvislosti se Star Wars byla Jeanne Cavelos ve své knize Věda ve Star Wars (The Science of Star Wars) v roce 1999.
V roce 2008 se začaly objevovat skupiny fanoušků na sociální síti Facebook, oslavující den Luka Skywalkera s využitím stejného hesla.
První organizovaná oslava dne Star Wars proběhla v roce 2011 se v Torontu v Ontariu v Kanadě.